# Fancy That
Fancy That — второй микстейп британской певицы и продюсера PinkPantheress, изданный 9 мая 2025 года лейблом Warner Records. Это её второй микстейп после дебютного микстейпа To Hell with It (2021).

## История
На обложке с «британским кодом» певица изображена в императорской государственной короне, окружённой кругом цветов, которые, как утверждается, представляют «все китчевое и британское». Микстейп был написан и спродюсирован самой певицей, а также другими музыкантами, включая Акселя Арвида, Count Baldor, Phil, Оскара Шеллера и Dare, и содержит сэмплы и интерполяции Panic! at the Disco, Джессики Симпсон и Basement Jaxx. Для проекта она отталкивалась от «более классической танцевальной музыки», называя таких исполнителей, как Basement Jaxx, Groove Armada и Fatboy Slim в качестве своих главных вдохновителей. Её целью было «сделать музыку, которая бы звучала так, будто в песнях звучит некое заявление», и она хотела «взять на вооружение» то, что её привлекало.

## Отзывы
| Совокупная оценка | Совокупная оценка |
| Источник          | Оценка            |
| ----------------- | ----------------- |
| Metacritic        | 82/100            |
| Оценки критиков   |                   |
| Источник          | Оценка            |
| AllMusic          | [ 1 ]             |
| Clash             | 8/10              |
| DIY               | [ 10 ]            |
| The Guardian      | [ 5 ]             |
| NME               | [ 11 ]            |
| Pitchfork         | 8/10              |
| Rolling Stone     | [ 13 ]            |

PinkPantheress получил положительные отзывы музыкальных критиков. На сайте Metacritic он получил средневзвешенный балл 82 из 100 на основе 10 рецензий, что означает «смешанные или средние отзывы».
Пол Симпсон из AllMusic отметил, что «Fancy That, её второй микстейп, возвращается к короткой длине треков и сэмплам 90-х/ 00-х годов, которые были в альбоме 2021 года To Hell with It, и задуман он как нечто весёлое и легкомысленное, а также как празднование британской культуры. Большинство песен уходят корнями в британский гэридж и фанки-хаус, а некоторые из них сэмплированы Basement Jaxx, включая особенно подходящую для Ибицы „Girl Like Me“. В открывающей композиции „Illegal“ бодрые биты в стиле двух шагов соединены с экстатическими синтезаторами Underworld. В композициях „Tonight“ и „Stars“ кокетливые, но тревожные тексты накладываются на плавные биты и кипучие басы. Сердечная „Noises“ (отсылающая к вирусному хиту Нардо Вика „Who Want Smoke?“) — единственная драм-н-бейс композиция микстейпа, а „Nice to Know You“ — одинокая, похожая на Burial, песня с припевом дивы, взятым из песни Sugababes. В „Stateside“ (сопродюсером которой выступил инди-стресс ревайвал The Dare) ритм более мускулистый, в стиле альтернативного танца, а текст обновляет тему межконтинентальных любовных отношений из песни Эстель „American Boy“. „Romeo“, ещё одна песня Basement Jaxx, верна продюсерскому стилю этого дуэта, с быстрыми битами, пышными диско-струнами и в конце концов бандитским вокалом, беспорядочно поющим припев. Fancy That — одна из самых беззаботных работ Пинк, но она по-прежнему очень эмоциональна, а её песни так же хорошо продуманы, запоминаются и креативны, как и все остальное, что она делала».

## Список композиций
| №                   | Название            | Автор(ы) | Продюсеры                                                       | Длительность |
| ------------------- | ------------------- | --- | --------------------------------------------------------------- | ------------ |
| 1.                  | «Illegal»           | Victoria Walker Darren Emerson Karl Hyde Richard Smith                                                                                                 | PinkPantheress Aksel Arvid                                      | 2:29         |
| 2.                  | «Girl Like Me»      | V. Walker Tom Parker Felix Buxton Simon Ratcliffe | PinkPantheress Arvid Baldor Phil [a]                            | 2:24         |
| 3.                  | «Tonight»           | V. Walker Arvid Parker Ryan Ross Spencer Smith Brendon Urie Jon Walker                                                                                 | PinkPantheress Arvid Baldor Phil [a]                            | 2:56         |
| 4.                  | «Stars»             | V. Walker Jack Allsopp Buxton Joshua Gaskin-Brown John Ong Ratcliffe                                                                                   | Glasear Jkarri PinkPantheress [a] Arvid [a] Baldor [a] Phil [a] | 2:21         |
| 5.                  | «Intermission»      | Arvid Dill Aitchison | Arvid Phil                                                      | 0:24         |
| 6.                  | «Noises»            | V. Walker Arvid Thomas Bell Roland Chambers Kendrick Davis Kenny Gamble Mark Onokey Horace Walls                                                       | PinkPantheress Arvid Phil [a]                                   | 1:44         |
| 7.                  | «Nice to Know You»  | V. Walker Arvid Anders Bagge Arnthor Birgisson Keisha Buchanan Mutya Buena Buxton Ong William Orbit Karen Poole Oscar Scheller Pamela Sheyne Ratcliffe | PinkPantheress Arvid Scheller Glasear [a] Loukman [a]           | 2:50         |
| 8.                  | «Stateside»         | V. Walker Caroline Ailin Harrison Smith | PinkPantheress Arvid The Dare Baldor [a] Phil [a]               | 2:48         |
| 9.                  | «Romeo»             | V. Walker Arvid Buxton Aitchison Ratcliffe | PinkPantheress Arvid Phil                                       | 2:34         |
| Общая длительность: | Общая длительность: | Общая длительность: | Общая длительность:                                             | 20:35        |

Замечание
- ↑  дополнительный продюсер.

## Чарты

### Еженедельные чарты
| Чарт (2025)                            | Высшая позиция |
| -------------------------------------- | -------------- |
| Австралия (ARIA)                       | 12             |
| Бельгия/Фландрия (Ultratop)            | 82             |
| Бельгия/Валлония (Ultratop)            | 107            |
| Нидерланды (Album Top 100)             | 58             |
| Ирландия (Irish Albums Chart)          | 31             |
| Литва (AGATA)                          | 53             |
| Новая Зеландия (RMNZ)                  | 12             |
| Шотландия (Scottish Albums Chart)      | 3              |
| Швейцария (Schweizer Hitparade)        | 46             |
| Великобритания (UK Albums Chart)       | 3              |
| Великобритания (UK Dance Albums Chart) | 4              |